# Parque nacional Cotacachi-Cayapas
El parque nacional Cotacachi-Cayapas (PNCCa) se localiza al este de la provincia de Esmeraldas (entre los cantones San Lorenzo, Eloy Alfaro y Río Verde) y al oeste de Imbabura (entre los cantones Cotacachi, Urcuquí e Ibarra) en Ecuador. El área protegida abarca 243 638 ha y a sus alrededores hay bosques protectores menores y reservas privadas, como el Bosque Protector Pajas de Oro de 281 ha. Es la segunda área protegida creada en el Ecuador continental.
Sin duda, es el área protegida y la zona de conservación más importante en los Andes occidentales del Ecuador, no solamente por su tamaño, sino también por el amplio rango de altitudes que cubre. Además, incluye a varios grupos étnicos afroesmeraldeños y Chachis dentro de sus límites. 

## Administración
La reserva ecológica Cotacachi-Cayapas se creó en agosto de 1968 y es administrada por el Ministerio de Ambiente. En la parte alta de la reserva, existe una cooperativa que dirige un programa de turismo en la laguna de Cuicocha y el volcán Cotacachi. Además, el Municipio de Cotacachi mantiene un fuerte interés por la preservación de los bosques y páramos que se encuentran dentro del área de su jurisdicción.
El 29 de agosto de 1968, el área protegida tenía la catergoría de reserva nacional; el 20 de noviembre de 1979 el área se estableció como reserva ecológica y el 7 de mayo de 2019 cambió de categoría de manejo a parque nacional.

## Reseña histórica
Inicialmente el parque fue declarado reserva nacional el 29 de agosto de 1968 a través del Registro Oficial de 24 de septiembre de 1968; mediante el Acuerdo Ministerial n.º 0322 del 20 de noviembre de 1979 se estableció como Reserva Ecológica con una superficie inicial de 204 420 hectáreas, posteriormente fue ampliada con el Acuerdo Ministerial n.º 129 de 28 de octubre de 2002 en 39 218 ha, en ese entonces el área de conservación contaba con una extensión de unos 243 638 ha. Con el Acuerdo Ministerial 072 del 29 de agosto de 2017 se realizó una nueva ampliación hasta llegar a los 272 030 ha, cabe mencionar que la cartografía oficial del parque cuenta con una superficie real de 260 961,44 ha; ya para el año 2019 se cambia su categoría de manejo a parque nacional. El primer Plan de Manejo de Cotacachi Cayapas se elaboró en 1983 con una vigencia de veinte años.
La presencia humana se menciona en la Zona Baja en 1536 cuando Francisco Pizarro desembarcó cerca de Esmeraldas, en ruta hacia la conquista del Perú; pero es en 1735 cuando se estableció un gobierno establel en la región por Pedro Vicente Maldonado. La presencia de indígenas originarios como los Cayapas en las zonas altas son escasas, sin embargo según su tradición, estos vivían en el callejón interandino, en la zona de Ibarra o Quito, hasta que llegaron los incas o los españoles, debido a ello fueron forzados a bajar hasta la zona de Esmeraldas, donde fundaron la legendaria población de Pueblo Viejo, habitada hasta la década de 1940, posteriormente se dispersaron por los ríos Zapallo Grande y Cayapas además salieron hacia Ibarra y Cotacachi, pasando por los páramos de Piñán para comercialización de productos.
La población negra de la zona fue producto de la colonización, traídos desde África como esclavos para trabajos de textilería, en la actualidad se encuentran dispersos en la misma región junto con los Cayapas, manteniendo sus costumbres y tradiciones.
En la zona alta existe evidencias de la presencia indígena encontrados en Cotacachi, Quiroga y otros sitios en los flancos del Callejón Interandino. Dentro de la Isla Yerovi existen evidencia de restos prehispánicos. La presencia indígena se reporat desde tiempos precoloniales en la Hacienda de Piñan, propiedad de la Compañía Agrícola Piñán.

## Características físicas
El PNCCa cubre un extenso rango de altitudes, entre 38 m s. n. m. (riberas del río San Miguel) y 4989 m s. n. m. en el volcán Cotacachi, por tanto, una gran diversidad de ecosistemas, que van desde el páramo de pajonal en la parte alta del volcán Cotacachi, hasta el bosque húmedo piemontano en las cuencas altas y medias de los ríos San Miguel, Santiago, Bravo y Guaduero. La mayor parte del área está cubierta por bosques, siendo los más representativos el bosque húmedo piemontano y el bosque de neblina montano. Hay además un porcentaje menor de bosque húmedo tropical, bajo los 1000 m, y de bosque achaparrado y de Polylepis sobre los 3000 m. 
Existe también una reducida proporción de paisajes artificiales en forma de pastizales para ganado y tierras agrícolas. Toda el área incluida dentro del parque nacional está destinada a la conservación de su diversidad biológica (aunque también hay actividades extractivas ilegales en el interior), pero en los alrededores se da otro tipo de usos, como el manejo intensificado del bosque para extracción de madera, cacería, agricultura y ganadería. Adicionalmente, ciertas áreas son sitios turísticos, como la laguna de Cuicocha y el volcán Cotacachi. 

### Geología
| Batolito de Apuela | 24,38 % |
| Unidad Colorado    | 21,80 % |
| Unidad Naranjal    | 17,53 % |
| Formación Zapallo  | 10,52 % |

### Geomorfología
El relieve es originado por varios procesos, específicamente de tipo tectónico erosivo, volcánico y estructural, dichos procesos originaron una gran variedad de geoformas, como terrazas, vertientes, conos o relieves volcánicos. los relieves montañosos de las vertientes externas de la cordillera Occidental , son dominantes en el PNCCa y ocupan alrededor del 64 %; el 16 % de la superficie total relieve colinados.

### Hidrología
Cotacachi Cayapas estásituado en las cuencas de los ríos Mira, Cayapas y Esmeraldas; abarca siete subcuencas y 37 subcuencas, las más representativas son las del río Santiago y Agua Clara.

### Clima
Los registros históricos muestran una temperatura promedio anual de 18 °C con un registro mínimo de 0.6 °C y un máximo de 25.8 °C. En cuanto a la precipitación, el promedio anual se ha registrado en 2237,3 mm, con un mínimo de 971 mm y un máximo de 3332 mm.
De acuerdo con varios modelos de circulación global que determina las condiciones climáticas futuras, para el año 2050 existiría un incremento promedio de 2.16 °C en la temperatura, con un mínimo de +2.06 °C y un máximo de +2.28 °C. La precipitación registraría un aumento  promedio de 1.31 % con un mínimo de –1.03 % y un máximo de +5.19 %. La zona alta del parque sería más cálida y más seca, por otra parte la zona Baja sería más cálida y más húmeda.

## Características biológicas

### Ecosistemas y cobertura vegetal

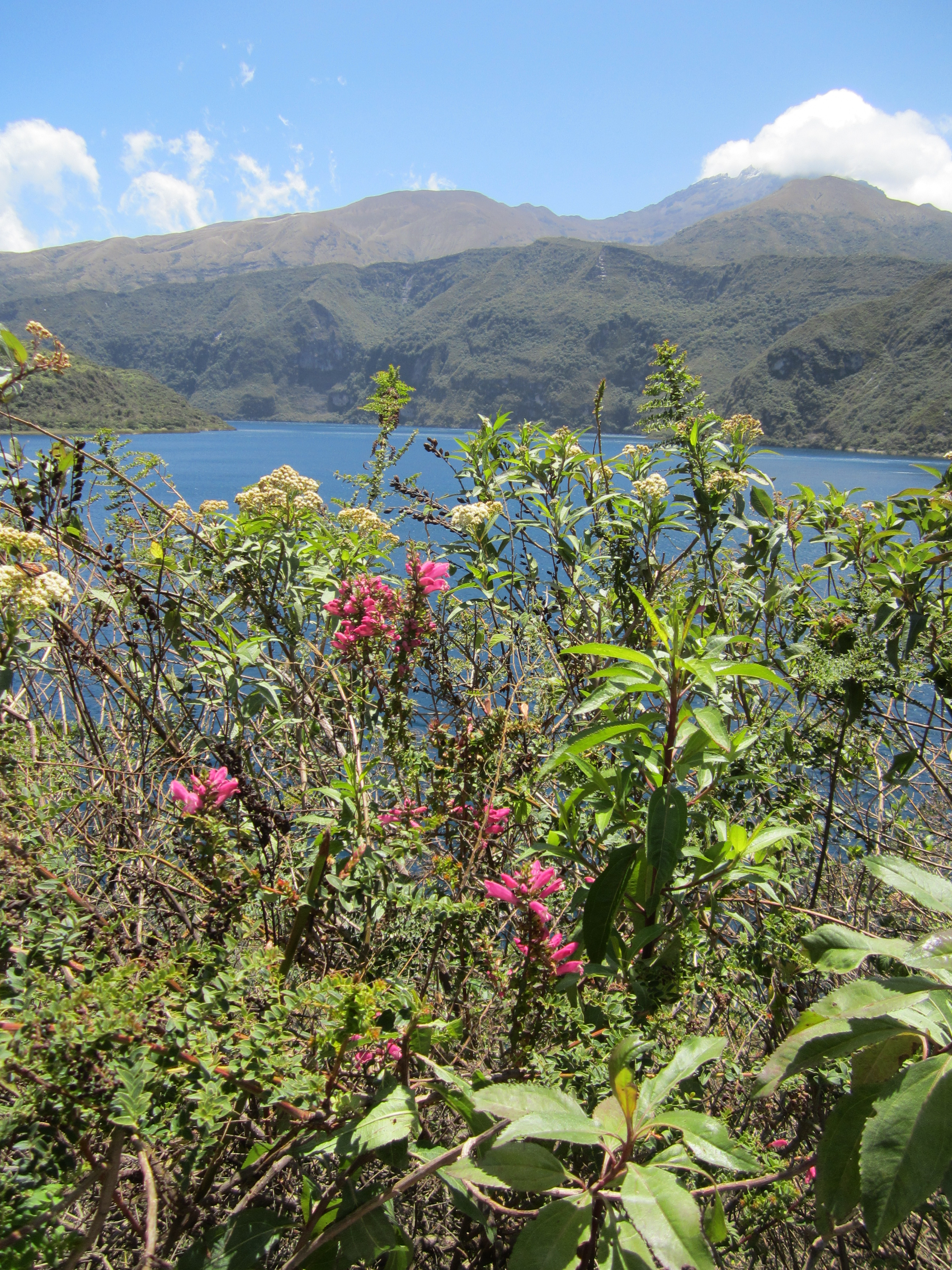
En la zona alta del parque nacional, se protege zonas de Arbustal siempreverde y Herbazal del Páramo

El PNCCa es una de las áreas con mayor riqueza florística y faunística del Ecuador. Dentro del parque se distribuyen variedad de ecosistemas boscosos. En su mayoría el parque se ubica en la Provincia Biótica del Chocó. En base en la Clasificación de Ecosistemas del Ecuador Continental, en el PNCCa se encuentran ocho ecosistemas que cubren el 94 % de la superficie total del parque aproximadamente. 
| Ecosistema                                                             | Porcentaje (%) | Superficie (ha) |
| ---------------------------------------------------------------------- | -------------- | --------------- |
| Bosque siempreverde de tierras bajas del Chocó ecuatorial              | 2,62           | 6843,52         |
| Bosque siempreverde montano alto de cordillera occidental de Los Andes | 1,64           | 4278,47         |
| Bosque siempreverde montano bajo de cordillera occidental de Los Andes | 20,64          | 53 874,76       |
| Bosque siempreverde montano de cordillera occidental de Los Andes      | 10,58          | 27 604,72       |
| Bosque siempreverde piemontano de cordillera occidental de Los Andes   | 49,15          | 128 269,74      |
| Herbazal del páramo                                                    | 8,60           | 22 448,86       |
| Herbazal inundable del páramo                                          | 0,01           | 7,29            |
| Arbustal siempreverde y herbazal del páramo                            | 0,66           | 1719,39         |
| Agua                                                                   | 0,24           | 631,69          |
| Intervención                                                           | 3,64           | 9500,90         |
| Otras áreas                                                            | 0,18           | 457,54          |
| Sin información                                                        | 2,04           | 5324,59         |

### Uso del suelo
El 99 % de la superficie está dedicado a la conservación; el 0.88 % a tierras agropecuarias y el 0.01 % a plantaciones forestales de especies exóticas que existen desde antes de la declaratoria del área protegida.
| Uso del suelo del área protegida en 2017 | Uso del suelo del área protegida en 2017 |
| Tipo de uso del suelo                    | Porcentaje (%)                           |
| ---------------------------------------- | ---------------------------------------- |
| Bosque nativo                            | 88.15                                    |
| Vegetación arbustiva                     | 0.05                                     |
| Páramo                                   | 10.41                                    |
| Tierra agropecuaria                      | 0.88                                     |
| Plantación forestal                      | 0.01                                     |
| Cuerpo de agua                           | 0.38                                     |
| Área sin cobertura vegetal               | 0.11                                     |

### Flora
Se estima que la diversidad de flora es elevada, por el extenso rango de altitudes que cubre la Reserva y sus alrededores, debe estar entre los más altos de los Andes occidentales de Ecuador. Se han registrado más de 2000 especies de plantas vasculares en la zona de amortiguamiento, lo que representa un 13,8 % del número total registrado en el Catálogo de Plantas Vasculares del Ecuador. El 61,7 % del todas las familias nativas del país se encuentran dentro del parque, las orquídeas son el número más abundandte de especies ocn 201, seguido por la familia Melastomataceae, con un total de 149 especies, seguida de la familia Araceae, con 147, las Poaceae son la familia ocn mayor número de géneros de 59, seguido por Asteraceae con 45 y la Orchidaceae con 44. Del total de especies registradas, 408 están registradas en el Libro Rojo de Especies Amenazadas (2011);  224 son vulnerables; 61 están en peligro; y 12, en peligro crítico

### Fauna

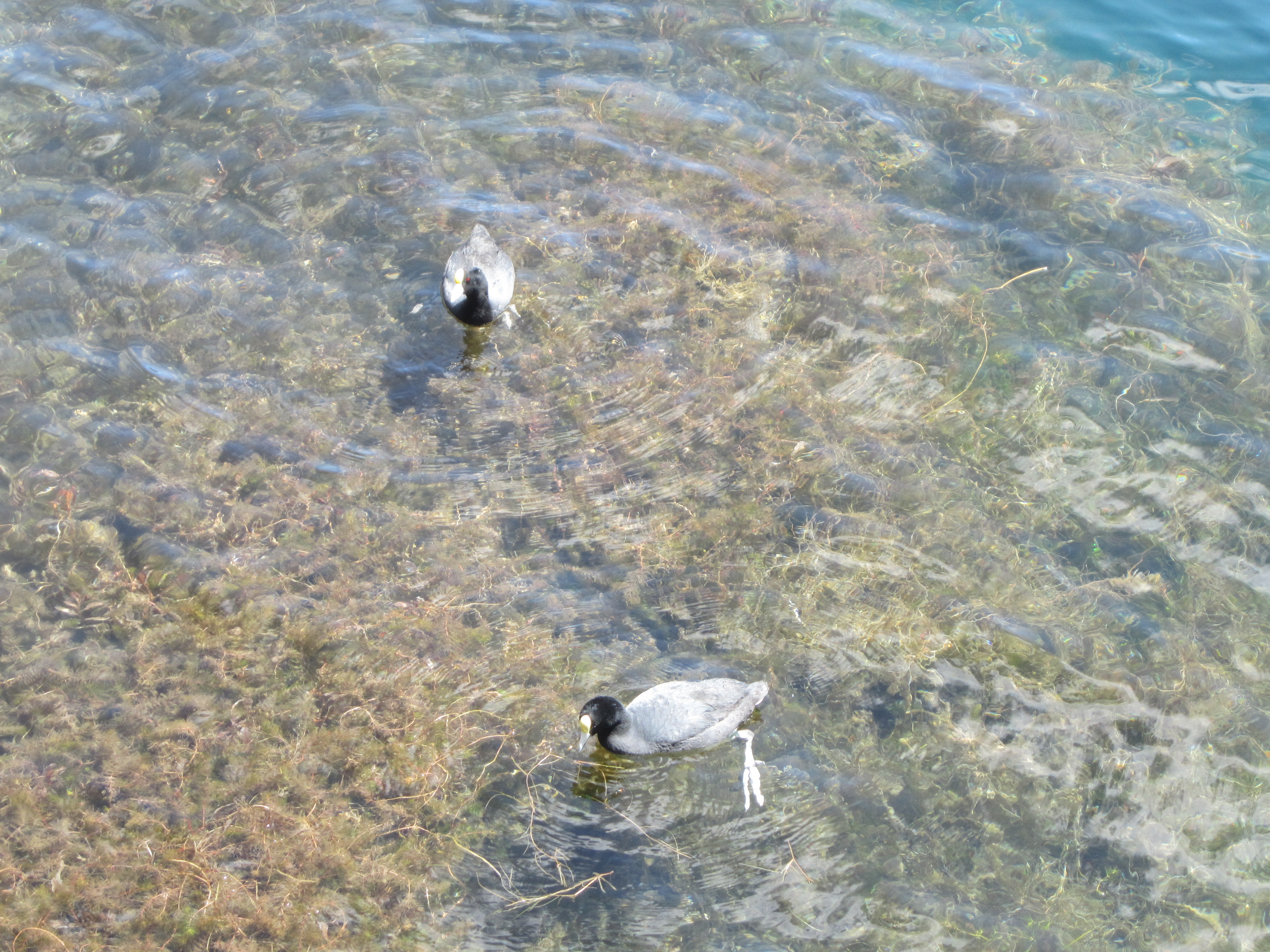
Pizarrosas (Fulica ardesiaca), en el lago de Cuicocha.

Se estima que el número total de especies de aves que habitan en el parque está entre 500 y 600, sin embargo, es importante tomar en cuenta que bajo los 600 m el área cubierta por solamente alcanza unos pocos centenares de hectáreas y que, por lo tanto, el parque nacional posiblemente no puede mantener poblaciones viables de algunas especies amenazadas que habitan principalmente en las tierras bajas, como el águila harpía (Harpia harpyja), el pavón norteño (Crax rubra), el guacamayo verde (Ara ambigua), el torito multicolor (Capito quinticolor), el mielero pechirrojo (Dacnis berlepschi) y la tángara bigotuda (Tangara johannae). En la periferia de la zona alta de esta área se avistaron bandadas pequeñas de periquitos orejiamarillos (Ognorhynchus icterotis) hasta los años ochenta, pero se desconoce si actualmente habitan en el parque. Al mismo tiempo, esta área de conservación alberga importantes poblaciones de numerosas especies amenazadas y casi amenazadas, para las cuales es quizás el área protegida más importante del Ecuador, como el halcón montés plomizo (Micrastur plumbeus), el cuco terrestre escamado (Neomorphus radiolosus) y el pájaro toro (Cephalopterus penduliger).
Las siguientes especies de mamíferos amenazados globalmente han sido registradas cerca de los límites o dentro del área protegida: la zarigüeya lanuda (Caluromys derbianus), el venado de páramo (Mazama rufina), el perro de monte (Speothos venaticus), la nutria de río (Lontra longicaudis), el tigrillo (Leopardus tigrinus), el jaguar (Panthera onca), el oso de anteojos (Tremarctos ornatus), el olingo de cola tupida (Bassaricyon gabbii), el armadillo cola de trapo (Cabassous centralis), el mono araña bracilargo (Ateles fusciceps), la pacarana (Dinomys branickii), la paca de montaña (Agouti taczanowskii), el murciélago de cola larga (Choeroniscus periosus), el murciélago espectral (Vampyrum spectrum), el murciélago frutero pequeño (Rhinophylla alethina), el murciélago de nariz ancha (Platyrrhinus chocoensis) y la rata cangrejera (Ichthyomys hydrobates). Se estima que la diversidad de herpetofauna y entomofauna es elevada, pero falta información acerca de ellas.